# Marie Louise van Oostenrijk

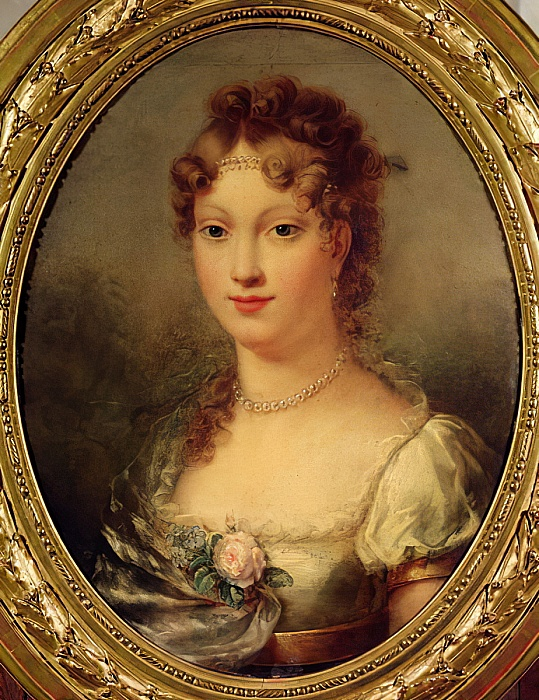
Marie Louise van Oostenrijk in 1810

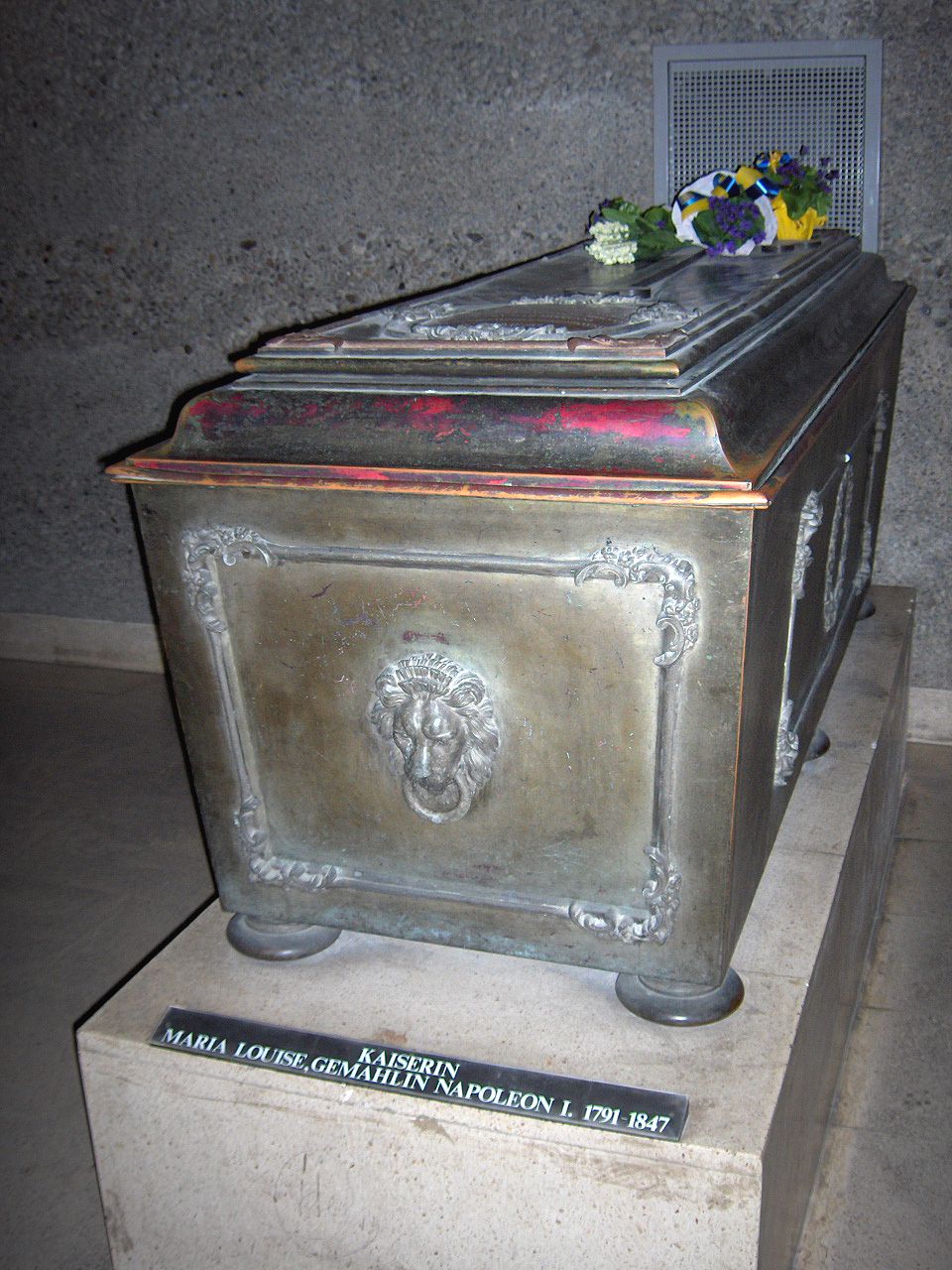
Tombe van Marie Louise van Oostenrijk (Kaisergruft Wenen)

Maria Louise Leopoldina Francisca Theresia Josepha Lucia (Wenen, 12 december 1791 – Rome, 17 december 1847), aartshertogin van Oostenrijk, was als tweede echtgenote van Napoleon Bonaparte keizerin der Fransen en later soeverein hertogin van Parma, Piacenza en Guastalla. Ook was ze de moeder van Napoleons zoon, Napoleon II en stammoeder van de vorsten Montenuovo uit haar relatie met graaf Neipperg.

## Jeugd
Maria Louise Leopoldina Francisca Theresia Josepha Lucia van Habsburg-Lotharingen, werd in december 1791 geboren als oudste dochter van keizer Frans I van Oostenrijk en diens tweede echtgenote, Maria Theresia van Bourbon-Sicilië, de dochter van Ferdinand I der Beide Siciliën. Ze was een achternicht van de bekende Franse koningin Marie Antoinette. Om haar aantrekkelijker te maken als huwelijkspartner, gaven haar ouders haar een goede opleiding. 
Marie Louise sprak Duits, maar ook vloeiend Engels, Spaans, Italiaans (haar vader, de keizer was geboren in Florence en haar moeder in Napels) en Latijn. 
Ze studeerde ook Frans wat toen de internationale taal was op continentaal Europa.

## Huwelijk met Napoleon
In 1809 liet de Franse keizer Napoleon zich scheiden van zijn eerste echtgenote Joséphine de Beauharnais, die er niet in was geslaagd hem een troonopvolger te geven. Hij ging op zoek naar een vrouw van koninklijken bloede om zichzelf een koninklijker allure te geven en het voortbestaan van de dynastie te verzekeren. Zijn eerste keus was groothertogin Anna van het huis Romanov (de jongere zus van tsaar Alexander I van Rusland), maar dit voorstel werd afgewezen. Mogelijk op suggestie van de vooraanstaande Oostenrijkse diplomaat Metternich viel Napoleons oog daarna op de Oostenrijkse keizersdochter Marie Louise, een telg uit een van de oudste regerende families van Europa. De vader van de bruid ging akkoord met het huwelijk, omdat hij hoopte op die manier de banden tussen het Oostenrijkse keizerrijk en het nieuwe Franse keizerrijk te versterken. 
Marie-Louise aanvaardde haar lot. Zij beschouwde het als een persoonlijk offer dat ze bracht voor het huis Habsburg. Terwijl het gewone volk in Oostenrijk hoopte op een langdurige vrede, ervoer de Oostenrijkse adel dit huwelijk als een nationale vernedering. Voor de keizer was het echter duidelijk dat hij niet het risico kon nemen Napoleon af te wijzen.
Het huwelijk vond plaats op 11 maart 1810. Een jaar later, op 20 maart 1811, schonk Marie Louise Napoleon diens lang gewenste opvolger: Napoleon II (1811-1832), die de titel 'koning van Rome' ontving.
Napoleon zou ooit hebben beweerd dat hij de voorkeur gaf aan Marie Louise boven zijn eerste vrouw Joséphine, niet omdat hij meer van haar hield dan van Joséphine, maar omdat hij respect voor haar had. Zijn respect voor Joséphine was afgenomen door haar overspel.

## Keizerin van Frankrijk
Tijdens Napoleons afwezigheid in 1812, 1813 en 1814 (toen hij op veldtocht naar Rusland was en tijdens zijn Duitse campagne) trad Marie Louise in Parijs op als regentes. Na Napoleons eerste val in 1814 keerde ze terug naar Wenen, waar ze door de bevolking en haar eigen familie met open armen werd ontvangen. Ze ging niet in op Napoleons dringende verzoeken hem naar Elba te volgen. Ook gedurende Napoleons tweede regeerperiode, de zogenaamde Honderd Dagen in 1815, bleef ze in Wenen, ondanks hernieuwde uitnodigingen van Napoleon om zich bij hem te voegen. Na zijn val in 1814 zag hij haar nooit meer terug.

## Hertogin van Parma
Nadat Napoleon in april 1814 afstand had gedaan van zijn troon, vluchtte Marie Louise met haar zoon naar Blois, om vervolgens door te reizen naar Wenen. In het Verdrag van Fontainebleau (11 april 1814) werd vastgelegd dat Marie Louise haar keizerlijke titel mocht behouden. Ook maakte het verdrag haar de heerser van de hertogdommen Parma, Piacenza en Guastalla, met haar zoon als erfgenaam. Tijdens het Congres van Wenen in 1815 werden deze regelingen echter herzien, waarna Marie Louise hertogin van Parma werd. Haar regeerperiode zou eindigen wanneer zij stierf en opvolging door een familielid werd verboden. Wie de titel uiteindelijk zou overnemen zou op een later te bepalen tijdstip worden bekendgemaakt. In 1817 werd bepaald dat de hertogdommen zouden toebehoren aan een lid van het huis Bourbon. Pas in 1844 werd vastgesteld dat het hertogdom Guastalla zou worden overgenomen door de hertog van Modena.
Op 7 september 1821, vier maanden na de dood van Napoleon, sloot Marie Louise te Parma een morganatisch huwelijk met haar minnaar, graaf Adam Adalbert van Neipperg, met wie ze reeds twee kinderen had. Uit het huwelijk met Neipperg werd in datzelfde jaar nog een dochter geboren.
Kinderen uit het tweede huwelijk van Marie Louise met Neipperg:
- Albertine, gravin van Montenuovo (1817-1867). Zij trouwde in Parma in 1833, 16 jaar oud, met Luigi Sanvitale, graaf van Fontanellato. Hij was 34 jaar oud en afkomstig uit een oud adellijk geslacht van Parma. Mogelijk was hij een minnaar van Marie Louise na de dood van Neipperg. Hij zou later kort regent van Parma worden en nog later senator van het nieuwe koninkrijk Italië.
- Willem Albert, graaf van Montenuovo, werd later prins van Montenuovo (1819-1895). Hij trouwde in Wenen op 18 mei 1850 met gravin Juliana Franziska Johanna Maria Stephanie Batthyány von Németújvár, (Wenen, 10 juni 1827 - Wenen-Hietzing, 19 november 1871). Zij was de dochter van Johan Lodewijk Karel Emmerich Johan Nepomuk Alois Vincent Ferrerius (Wenen 7 april 1784 - Wenen 26 maart 1865) en Mária Theresia gravin Esterházy de Galántha (2 maart 1791 – 31 maart 1830).

Uit het huwelijk van Willem Albert en Juliana zijn 3 kinderen geboren:
- Albertine prinses van Montenuovo (30 juni 1853 – 13 november 1895), trouwde in 1873 met Sigmund Wielopolski, markies van Gonzaga-Myszkowski.
- Alfred, 2e prins van Montenuovo (16 september 1854 – 6 september 1927), trouwde in 1879 met Franziska Kinsky gravin van Wchinitz en Tettau.
- Maria prinses van Montenuovo (14 oktober 1868 – 17 april 1932), trouwde in 1878 met Antal van Apponyi graaf van Nagy-Appony.

- Mathilde, gravin van Montenuovo (geboren 1822 - jong overleden)

Samen met Neipperg regeerde Marie Louise Parma met relatief liberale hand. Na Neippergs dood in 1829 sloeg minister Josef von Werklein echter een meer reactionaire richting in. Een opstand in Parma in 1831 werd door Oostenrijkse troepen de kop ingedrukt en von Werklein moest naar Wenen terugkeren.
Op 17 februari 1834 hertrouwde Marie Louise met haar opperkamerheer, graaf Charles-René de Bombelles. Ook dit was een morganatisch huwelijk, waarbij de kinderen het hertogdom Parma niet konden erven.
In 1847 overleed ze aan borstvliesontsteking. Het hertogdom Parma en Piacenza kwam weer aan het huis Bourbon-Parma, niet enkel wegens afwezigheid van wettige troonopvolgers maar tevens de bepalingen van op het Congres van Wenen nalevend.

## Voorouders
|                                    |                                    |                                      |                                      |                                      |                                      |                                      |                                      |                                     |                                     |                                      |                                      |                                      |                                      |                                      |                                      | Keizer Frans I Stefan (1708–1765) | Keizer Frans I Stefan (1708–1765) | Keizer Frans I Stefan (1708–1765) | Keizer Frans I Stefan (1708–1765) | Keizer Frans I Stefan (1708–1765) | Keizer Frans I Stefan (1708–1765) |                                |                                | Maria Theresia van Oostenrijk (1717-1780) | Maria Theresia van Oostenrijk (1717-1780) | Maria Theresia van Oostenrijk (1717-1780) | Maria Theresia van Oostenrijk (1717-1780) | Maria Theresia van Oostenrijk (1717-1780) | Maria Theresia van Oostenrijk (1717-1780) |                                         |                                         | Karel III van Spanje (1716–1788) | Karel III van Spanje (1716–1788) | Karel III van Spanje (1716–1788)           | Karel III van Spanje (1716–1788)           | Karel III van Spanje (1716–1788)           | Karel III van Spanje (1716–1788)           |                                            |                                            | Maria Amalia van Saksen (1724–1760)            | Maria Amalia van Saksen (1724–1760)            | Maria Amalia van Saksen (1724–1760)            | Maria Amalia van Saksen (1724–1760)            | Maria Amalia van Saksen (1724–1760)            | Maria Amalia van Saksen (1724–1760)            |                                           |                                           |  |  |  |  |  |  |
|                                    |                                    |                                      |                                      |                                      |                                      |                                      |                                      |                                     |                                     |                                      |                                      |                                      |                                      |                                      |                                      | Keizer Frans I Stefan (1708–1765) | Keizer Frans I Stefan (1708–1765) | Keizer Frans I Stefan (1708–1765) | Keizer Frans I Stefan (1708–1765) | Keizer Frans I Stefan (1708–1765) | Keizer Frans I Stefan (1708–1765) |                                |                                | Maria Theresia van Oostenrijk (1717-1780) | Maria Theresia van Oostenrijk (1717-1780) | Maria Theresia van Oostenrijk (1717-1780) | Maria Theresia van Oostenrijk (1717-1780) | Maria Theresia van Oostenrijk (1717-1780) | Maria Theresia van Oostenrijk (1717-1780) |                                         |                                         | Karel III van Spanje (1716–1788) | Karel III van Spanje (1716–1788) | Karel III van Spanje (1716–1788)           | Karel III van Spanje (1716–1788)           | Karel III van Spanje (1716–1788)           | Karel III van Spanje (1716–1788)           |                                            |                                            | Maria Amalia van Saksen (1724–1760)            | Maria Amalia van Saksen (1724–1760)            | Maria Amalia van Saksen (1724–1760)            | Maria Amalia van Saksen (1724–1760)            | Maria Amalia van Saksen (1724–1760)            | Maria Amalia van Saksen (1724–1760)            |                                           |                                           |  |  |  |  |  |  |
|                                    |                                    |                                      |                                      |                                      |                                      |                                      |                                      |                                     |                                     |                                      |                                      |                                      |                                      |                                      |                                      |                                   |                                   |                                   |                                   |                                   |                                   |                                |                                |                                           |                                           |                                           |                                           |                                           |                                           |                                         |                                         |                                  |                                  |                                            |                                            |                                            |                                            |                                            |                                            |                                                |                                                |                                                |                                                |                                                |                                                |                                           |                                           |  |  |  |  |  |  |
|                                    |                                    |                                      |                                      |                                      |                                      |                                      |                                      |                                     |                                     |                                      |                                      |                                      |                                      |                                      |                                      |                                   |                                   |                                   |                                   |                                   |                                   |                                |                                |                                           |                                           |                                           |                                           |                                           |                                           |                                         |                                         |                                  |                                  |                                            |                                            |                                            |                                            |                                            |                                            |                                                |                                                |                                                |                                                |                                                |                                                |                                           |                                           |  |  |  |  |  |  |
|                                    |                                    |                                      |                                      |                                      |                                      |                                      |                                      |                                     |                                     |                                      |                                      |                                      |                                      |                                      |                                      |                                   |                                   |                                   |                                   |                                   |                                   |                                |                                |                                           |                                           |                                           |                                           |                                           |                                           |                                         |                                         |                                  |                                  |                                            |                                            |                                            |                                            |                                            |                                            |                                                |                                                |                                                |                                                |                                                |                                                |                                           |                                           |  |  |  |  |  |  |
|                                    |                                    |                                      |                                      |                                      |                                      |                                      |                                      |                                     |                                     |                                      |                                      |                                      |                                      |                                      |                                      |                                   |                                   |                                   |                                   |                                   |                                   |                                |                                |                                           |                                           |                                           |                                           |                                           |                                           |                                         |                                         |                                  |                                  |                                            |                                            |                                            |                                            |                                            |                                            |                                                |                                                |                                                |                                                |                                                |                                                |                                           |                                           |  |  |  |  |  |  |
| Giuseppe Maria Buonaparte          | Giuseppe Maria Buonaparte          | Giuseppe Maria Buonaparte            | Giuseppe Maria Buonaparte            | Giuseppe Maria Buonaparte            | Giuseppe Maria Buonaparte            |                                      |                                      | Maria Saveria Paravicini            | Maria Saveria Paravicini            | Maria Saveria Paravicini             | Maria Saveria Paravicini             | Maria Saveria Paravicini             | Maria Saveria Paravicini             |                                      |                                      |                                   |                                   | Keizer Leopold II (1747-1792)     | Keizer Leopold II (1747-1792)     | Keizer Leopold II (1747-1792)     | Keizer Leopold II (1747-1792)     | Keizer Leopold II (1747-1792)  | Keizer Leopold II (1747-1792)  |                                           |                                           | Marie Louise van Spanje (1745–1792)       | Marie Louise van Spanje (1745–1792)       | Marie Louise van Spanje (1745–1792)       | Marie Louise van Spanje (1745–1792)       | Marie Louise van Spanje (1745–1792)     | Marie Louise van Spanje (1745–1792)     |                                  |                                  | Ferdinand I der Beide Siciliën (1751–1825) | Ferdinand I der Beide Siciliën (1751–1825) | Ferdinand I der Beide Siciliën (1751–1825) | Ferdinand I der Beide Siciliën (1751–1825) | Ferdinand I der Beide Siciliën (1751–1825) | Ferdinand I der Beide Siciliën (1751–1825) |                                                |                                                | Maria Carolina van Oostenrijk (1752-1814)      | Maria Carolina van Oostenrijk (1752-1814)      | Maria Carolina van Oostenrijk (1752-1814)      | Maria Carolina van Oostenrijk (1752-1814)      | Maria Carolina van Oostenrijk (1752-1814) | Maria Carolina van Oostenrijk (1752-1814) |  |  |  |  |  |  |
| Giuseppe Maria Buonaparte          | Giuseppe Maria Buonaparte          | Giuseppe Maria Buonaparte            | Giuseppe Maria Buonaparte            | Giuseppe Maria Buonaparte            | Giuseppe Maria Buonaparte            |                                      |                                      | Maria Saveria Paravicini            | Maria Saveria Paravicini            | Maria Saveria Paravicini             | Maria Saveria Paravicini             | Maria Saveria Paravicini             | Maria Saveria Paravicini             |                                      |                                      |                                   |                                   | Keizer Leopold II (1747-1792)     | Keizer Leopold II (1747-1792)     | Keizer Leopold II (1747-1792)     | Keizer Leopold II (1747-1792)     | Keizer Leopold II (1747-1792)  | Keizer Leopold II (1747-1792)  |                                           |                                           | Marie Louise van Spanje (1745–1792)       | Marie Louise van Spanje (1745–1792)       | Marie Louise van Spanje (1745–1792)       | Marie Louise van Spanje (1745–1792)       | Marie Louise van Spanje (1745–1792)     | Marie Louise van Spanje (1745–1792)     |                                  |                                  | Ferdinand I der Beide Siciliën (1751–1825) | Ferdinand I der Beide Siciliën (1751–1825) | Ferdinand I der Beide Siciliën (1751–1825) | Ferdinand I der Beide Siciliën (1751–1825) | Ferdinand I der Beide Siciliën (1751–1825) | Ferdinand I der Beide Siciliën (1751–1825) |                                                |                                                | Maria Carolina van Oostenrijk (1752-1814)      | Maria Carolina van Oostenrijk (1752-1814)      | Maria Carolina van Oostenrijk (1752-1814)      | Maria Carolina van Oostenrijk (1752-1814)      | Maria Carolina van Oostenrijk (1752-1814) | Maria Carolina van Oostenrijk (1752-1814) |  |  |  |  |  |  |
|                                    |                                    |                                      |                                      |                                      |                                      |                                      |                                      |                                     |                                     |                                      |                                      |                                      |                                      |                                      |                                      |                                   |                                   |                                   |                                   |                                   |                                   |                                |                                |                                           |                                           |                                           |                                           |                                           |                                           |                                         |                                         |                                  |                                  |                                            |                                            |                                            |                                            |                                            |                                            |                                                |                                                |                                                |                                                |                                                |                                                |                                           |                                           |  |  |  |  |  |  |
|                                    |                                    |                                      |                                      |                                      |                                      |                                      |                                      |                                     |                                     |                                      |                                      |                                      |                                      |                                      |                                      |                                   |                                   |                                   |                                   |                                   |                                   |                                |                                |                                           |                                           |                                           |                                           |                                           |                                           |                                         |                                         |                                  |                                  |                                            |                                            |                                            |                                            |                                            |                                            |                                                |                                                |                                                |                                                |                                                |                                                |                                           |                                           |  |  |  |  |  |  |
| Carlo Maria Buonaparte (1746-1785) | Carlo Maria Buonaparte (1746-1785) | Carlo Maria Buonaparte (1746-1785)   | Carlo Maria Buonaparte (1746-1785)   | Carlo Maria Buonaparte (1746-1785)   | Carlo Maria Buonaparte (1746-1785)   |                                      |                                      | Maria Laetitia Ramolino (1750-1836) | Maria Laetitia Ramolino (1750-1836) | Maria Laetitia Ramolino (1750-1836)  | Maria Laetitia Ramolino (1750-1836)  | Maria Laetitia Ramolino (1750-1836)  | Maria Laetitia Ramolino (1750-1836)  |                                      |                                      | Joseph Tascher de la Pagerie      | Joseph Tascher de la Pagerie      | Joseph Tascher de la Pagerie      | Joseph Tascher de la Pagerie      | Joseph Tascher de la Pagerie      | Joseph Tascher de la Pagerie      |                                |                                | Rose-Claire des Vergers de Sanois         | Rose-Claire des Vergers de Sanois         | Rose-Claire des Vergers de Sanois         | Rose-Claire des Vergers de Sanois         | Rose-Claire des Vergers de Sanois         | Rose-Claire des Vergers de Sanois         |                                         |                                         | Keizer Frans II (1768-1835)      | Keizer Frans II (1768-1835)      | Keizer Frans II (1768-1835)                | Keizer Frans II (1768-1835)                | Keizer Frans II (1768-1835)                | Keizer Frans II (1768-1835)                |                                            |                                            | Maria Theresia van Bourbon-Sicilië (1772-1807) | Maria Theresia van Bourbon-Sicilië (1772-1807) | Maria Theresia van Bourbon-Sicilië (1772-1807) | Maria Theresia van Bourbon-Sicilië (1772-1807) | Maria Theresia van Bourbon-Sicilië (1772-1807) | Maria Theresia van Bourbon-Sicilië (1772-1807) |                                           |                                           |  |  |  |  |  |  |
| Carlo Maria Buonaparte (1746-1785) | Carlo Maria Buonaparte (1746-1785) | Carlo Maria Buonaparte (1746-1785)   | Carlo Maria Buonaparte (1746-1785)   | Carlo Maria Buonaparte (1746-1785)   | Carlo Maria Buonaparte (1746-1785)   |                                      |                                      | Maria Laetitia Ramolino (1750-1836) | Maria Laetitia Ramolino (1750-1836) | Maria Laetitia Ramolino (1750-1836)  | Maria Laetitia Ramolino (1750-1836)  | Maria Laetitia Ramolino (1750-1836)  | Maria Laetitia Ramolino (1750-1836)  |                                      |                                      | Joseph Tascher de la Pagerie      | Joseph Tascher de la Pagerie      | Joseph Tascher de la Pagerie      | Joseph Tascher de la Pagerie      | Joseph Tascher de la Pagerie      | Joseph Tascher de la Pagerie      |                                |                                | Rose-Claire des Vergers de Sanois         | Rose-Claire des Vergers de Sanois         | Rose-Claire des Vergers de Sanois         | Rose-Claire des Vergers de Sanois         | Rose-Claire des Vergers de Sanois         | Rose-Claire des Vergers de Sanois         |                                         |                                         | Keizer Frans II (1768-1835)      | Keizer Frans II (1768-1835)      | Keizer Frans II (1768-1835)                | Keizer Frans II (1768-1835)                | Keizer Frans II (1768-1835)                | Keizer Frans II (1768-1835)                |                                            |                                            | Maria Theresia van Bourbon-Sicilië (1772-1807) | Maria Theresia van Bourbon-Sicilië (1772-1807) | Maria Theresia van Bourbon-Sicilië (1772-1807) | Maria Theresia van Bourbon-Sicilië (1772-1807) | Maria Theresia van Bourbon-Sicilië (1772-1807) | Maria Theresia van Bourbon-Sicilië (1772-1807) |                                           |                                           |  |  |  |  |  |  |
|                                    |                                    |                                      |                                      |                                      |                                      |                                      |                                      |                                     |                                     |                                      |                                      |                                      |                                      |                                      |                                      |                                   |                                   |                                   |                                   |                                   |                                   |                                |                                |                                           |                                           |                                           |                                           |                                           |                                           |                                         |                                         |                                  |                                  |                                            |                                            |                                            |                                            |                                            |                                            |                                                |                                                |                                                |                                                |                                                |                                                |                                           |                                           |  |  |  |  |  |  |
|                                    |                                    |                                      |                                      |                                      |                                      |                                      |                                      |                                     |                                     |                                      |                                      |                                      |                                      |                                      |                                      |                                   |                                   |                                   |                                   |                                   |                                   |                                |                                |                                           |                                           |                                           |                                           |                                           |                                           |                                         |                                         |                                  |                                  |                                            |                                            |                                            |                                            |                                            |                                            |                                                |                                                |                                                |                                                |                                                |                                                |                                           |                                           |  |  |  |  |  |  |
|                                    |                                    |                                      |                                      |                                      |                                      |                                      |                                      |                                     |                                     |                                      |                                      |                                      |                                      |                                      |                                      |                                   |                                   |                                   |                                   |                                   |                                   |                                |                                |                                           |                                           |                                           |                                           |                                           |                                           |                                         |                                         |                                  |                                  |                                            |                                            |                                            |                                            |                                            |                                            |                                                |                                                |                                                |                                                |                                                |                                                |                                           |                                           |  |  |  |  |  |  |
|                                    |                                    |                                      |                                      |                                      |                                      |                                      |                                      |                                     |                                     |                                      |                                      |                                      |                                      |                                      |                                      |                                   |                                   |                                   |                                   |                                   |                                   |                                |                                |                                           |                                           |                                           |                                           |                                           |                                           |                                         |                                         |                                  |                                  |                                            |                                            |                                            |                                            |                                            |                                            |                                                |                                                |                                                |                                                |                                                |                                                |                                           |                                           |  |  |  |  |  |  |
|                                    |                                    | Alexandre de Beauharnais (1760-1794) | Alexandre de Beauharnais (1760-1794) | Alexandre de Beauharnais (1760-1794) | Alexandre de Beauharnais (1760-1794) | Alexandre de Beauharnais (1760-1794) | Alexandre de Beauharnais (1760-1794) |                                     |                                     | Joséphine de Beauharnais (1763-1814) | Joséphine de Beauharnais (1763-1814) | Joséphine de Beauharnais (1763-1814) | Joséphine de Beauharnais (1763-1814) | Joséphine de Beauharnais (1763-1814) | Joséphine de Beauharnais (1763-1814) |                                   |                                   | Napoleon Bonaparte (1769-1821)    | Napoleon Bonaparte (1769-1821)    | Napoleon Bonaparte (1769-1821)    | Napoleon Bonaparte (1769-1821)    | Napoleon Bonaparte (1769-1821) | Napoleon Bonaparte (1769-1821) |                                           |                                           | Marie Louise van Oostenrijk (1791–1847)   | Marie Louise van Oostenrijk (1791–1847)   | Marie Louise van Oostenrijk (1791–1847)   | Marie Louise van Oostenrijk (1791–1847)   | Marie Louise van Oostenrijk (1791–1847) | Marie Louise van Oostenrijk (1791–1847) |                                  |                                  |                                            |                                            |                                            |                                            |                                            |                                            |                                                |                                                |                                                |                                                |                                                |                                                |                                           |                                           |  |  |  |  |  |  |
|                                    |                                    | Alexandre de Beauharnais (1760-1794) | Alexandre de Beauharnais (1760-1794) | Alexandre de Beauharnais (1760-1794) | Alexandre de Beauharnais (1760-1794) | Alexandre de Beauharnais (1760-1794) | Alexandre de Beauharnais (1760-1794) |                                     |                                     | Joséphine de Beauharnais (1763-1814) | Joséphine de Beauharnais (1763-1814) | Joséphine de Beauharnais (1763-1814) | Joséphine de Beauharnais (1763-1814) | Joséphine de Beauharnais (1763-1814) | Joséphine de Beauharnais (1763-1814) |                                   |                                   | Napoleon Bonaparte (1769-1821)    | Napoleon Bonaparte (1769-1821)    | Napoleon Bonaparte (1769-1821)    | Napoleon Bonaparte (1769-1821)    | Napoleon Bonaparte (1769-1821) | Napoleon Bonaparte (1769-1821) |                                           |                                           | Marie Louise van Oostenrijk (1791–1847)   | Marie Louise van Oostenrijk (1791–1847)   | Marie Louise van Oostenrijk (1791–1847)   | Marie Louise van Oostenrijk (1791–1847)   | Marie Louise van Oostenrijk (1791–1847) | Marie Louise van Oostenrijk (1791–1847) |                                  |                                  |                                            |                                            |                                            |                                            |                                            |                                            |                                                |                                                |                                                |                                                |                                                |                                                |                                           |                                           |  |  |  |  |  |  |
|                                    |                                    |                                      |                                      |                                      |                                      |                                      |                                      |                                     |                                     |                                      |                                      |                                      |                                      |                                      |                                      |                                   |                                   |                                   |                                   |                                   |                                   |                                |                                |                                           |                                           |                                           |                                           |                                           |                                           |                                         |                                         |                                  |                                  |                                            |                                            |                                            |                                            |                                            |                                            |                                                |                                                |                                                |                                                |                                                |                                                |                                           |                                           |  |  |  |  |  |  |
| Lodewijk Napoleon (1778–1846)      | Lodewijk Napoleon (1778–1846)      | Lodewijk Napoleon (1778–1846)        | Lodewijk Napoleon (1778–1846)        | Lodewijk Napoleon (1778–1846)        | Lodewijk Napoleon (1778–1846)        |                                      |                                      | Hortense de Beauharnais (1783-1837) | Hortense de Beauharnais (1783-1837) | Hortense de Beauharnais (1783-1837)  | Hortense de Beauharnais (1783-1837)  | Hortense de Beauharnais (1783-1837)  | Hortense de Beauharnais (1783-1837)  |                                      |                                      |                                   |                                   |                                   |                                   |                                   |                                   | Napoleon II (1811-1832)        | Napoleon II (1811-1832)        | Napoleon II (1811-1832)                   | Napoleon II (1811-1832)                   | Napoleon II (1811-1832)                   | Napoleon II (1811-1832)                   |                                           |                                           |                                         |                                         |                                  |                                  |                                            |                                            |                                            |                                            |                                            |                                            |                                                |                                                |                                                |                                                |                                                |                                                |                                           |                                           |  |  |  |  |  |  |
| Lodewijk Napoleon (1778–1846)      | Lodewijk Napoleon (1778–1846)      | Lodewijk Napoleon (1778–1846)        | Lodewijk Napoleon (1778–1846)        | Lodewijk Napoleon (1778–1846)        | Lodewijk Napoleon (1778–1846)        |                                      |                                      | Hortense de Beauharnais (1783-1837) | Hortense de Beauharnais (1783-1837) | Hortense de Beauharnais (1783-1837)  | Hortense de Beauharnais (1783-1837)  | Hortense de Beauharnais (1783-1837)  | Hortense de Beauharnais (1783-1837)  |                                      |                                      |                                   |                                   |                                   |                                   |                                   |                                   | Napoleon II (1811-1832)        | Napoleon II (1811-1832)        | Napoleon II (1811-1832)                   | Napoleon II (1811-1832)                   | Napoleon II (1811-1832)                   | Napoleon II (1811-1832)                   |                                           |                                           |                                         |                                         |                                  |                                  |                                            |                                            |                                            |                                            |                                            |                                            |                                                |                                                |                                                |                                                |                                                |                                                |                                           |                                           |  |  |  |  |  |  |
|                                    |                                    |                                      |                                      |                                      |                                      |                                      |                                      |                                     |                                     |                                      |                                      |                                      |                                      |                                      |                                      |                                   |                                   |                                   |                                   |                                   |                                   |                                |                                |                                           |                                           |                                           |                                           |                                           |                                           |                                         |                                         |                                  |                                  |                                            |                                            |                                            |                                            |                                            |                                            |                                                |                                                |                                                |                                                |                                                |                                                |                                           |                                           |  |  |  |  |  |  |
|                                    |                                    |                                      |                                      | Napoleon III (1808-1873)             |                                      |                                      |                                      |                                     |                                     |                                      |                                      |                                      |                                      |                                      |                                      |                                   |                                   |                                   |                                   |                                   |                                   |                                |                                |                                           |                                           |                                           |                                           |                                           |                                           |                                         |                                         |                                  |                                  |                                            |                                            |                                            |                                            |                                            |                                            |                                                |                                                |                                                |                                                |                                                |                                                |                                           |                                           |  |  |  |  |  |  |

- Bibsys: 90367232
- Bibliothèque nationale de France: cb119638272 (data)
- Biografisch Portaal: 62032330
- Gemeinsame Normdatei: 118577891
- International Standard Name Identifier: 0000 0000 6679 0114
- Library of Congress Control Number: n50043678
- Bibliotheek van het Japanse parlement: 00913681
- Nationale Bibliotheek van Tsjechië: jn20000701154
- Nationale bibliotheek van Australië: 36022410
- Nationale Bibliotheek van Israël: 987007264892705171
- Nationale Bibliotheek van Polen: a0000001185578
- Nederlandse Thesaurus van Auteursnamen: 074125885
- Réseau des bibliothèques de Suisse occidentale: 02-A012400859
- RKD-Nederlands Instituut voor Kunstgeschiedenis: 52613
- Istituto Centrale per il Catalogo Unico: MUSV040096
- LIBRIS: 259964
- Système universitaire de documentation: 027639916
- Trove: 1189797
- Union List of Artist Names: 500047925
- Virtual International Authority File: 77108191
- WorldCat: E39PBJm9bc7BFx8XPrXKxHQg8C